# Preisen will ich die großen Männer
Preisen will ich die großen Männer ist ein Buch mit dem Text des amerikanischen Schriftstellers James Agee und den Fotografien des amerikanischen Fotografen Walker Evans, das zuerst 1941 in den USA veröffentlicht wurde. Die deutsche Ausgabe erschien 1989. Der Titel ist der Anfang einer Passage im Buch Jesus Sirach 44,1 Laßt uns nun preisen die großen Männer und unsere Väter, die uns zeugten.

## Hintergrund

Floyd Burroughs

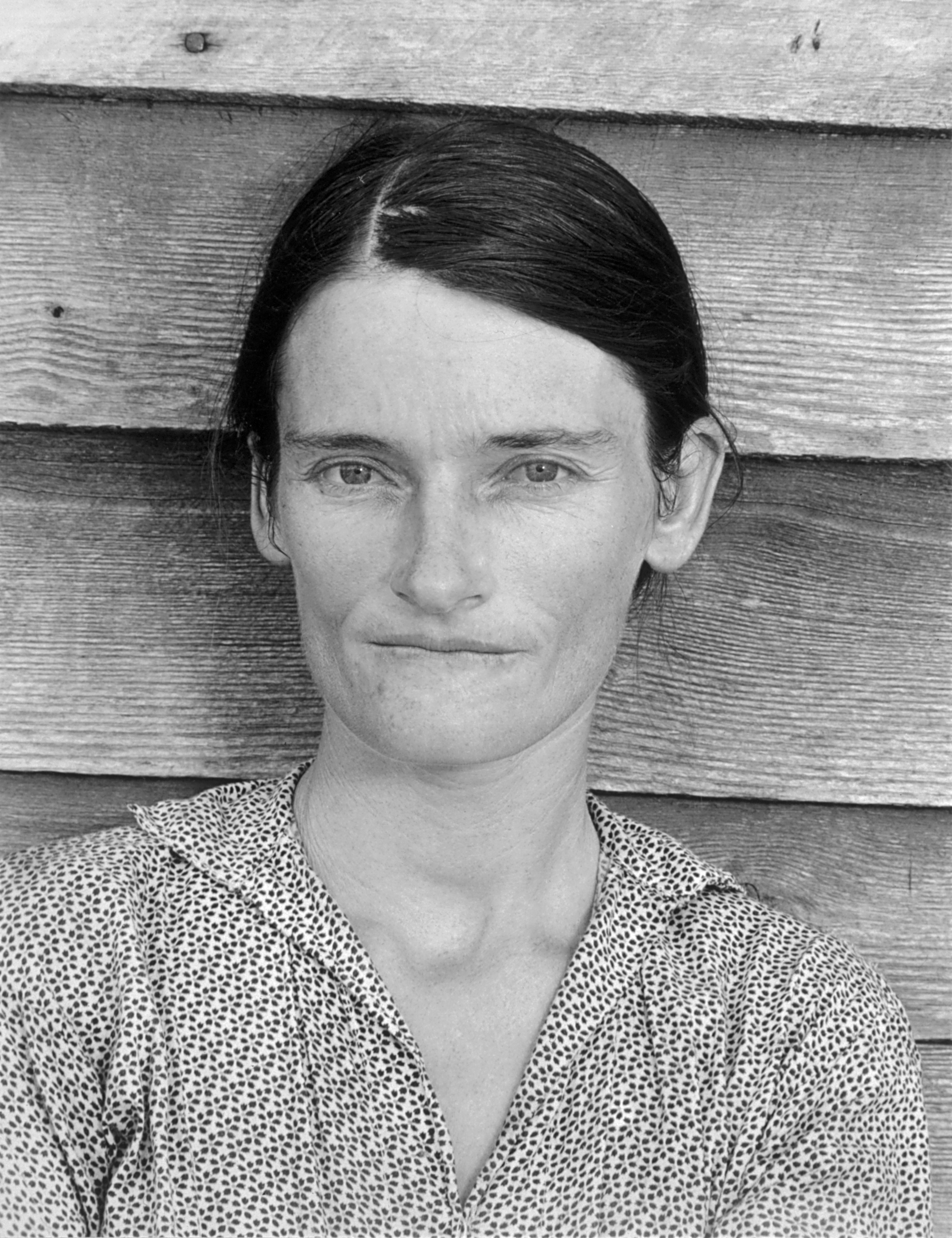
Allie Mae Burroughs

Das Buch Preisen will ich die großen Männer entstand aufgrund eines Vertrags, den die beiden Männer 1936 schlossen, um im Rahmen eines Projekts der Farm Security Administration einen Artikel über die Lebensbedingungen weißer Farmpächter im Süden der USA zu erstellen. Es war die Zeit von Präsident Franklin D. Roosevelts Programmen des New Deal, die zur Unterstützung der ärmsten Teile der Bevölkerung eingeführt wurden. Agee und Evans verbrachten in diesem Sommer acht Wochen, hauptsächlich unter drei, in bitterer Armut lebenden, weißen Farmerfamilien, um für ihren Artikel zu recherchieren. Sie kehrten zurück mit Evans Sammlung eindringlicher Bilder – Familien mit eingefallenen Gesichtern, Erwachsene und Kinder zusammengedrängt in schmucklosen Hütten, davor staubige Höfe irgendwo im tiefen Süden zur Zeit der Depression – und Agees detaillierten Aufzeichnungen.
Wie Agee im Vorwort des Buchs bemerkt, sah der ursprüngliche Vertrag vor, ein „fotografisches und beschreibendes Dokument des täglichen Lebens und Umfeldes einer durchschnittlichen weißen Farmpächterfamilie zu erstellen“. Obwohl Agee ein mehrbändiges Werk mit dem Titel Drei Farmerfamilien plante, wurde, wie die Literary Encyclopedia darstellt, lediglich der erste Band, nämlich Preisen will ich die großen Männer, geschrieben. Agee war überzeugt, dass ein größeres Werk, obwohl aus dem Journalismus stammend, „eine unabhängige Einführung in die missliche Lage menschlicher Göttlichkeit“ sein würde.

## Beschreibung

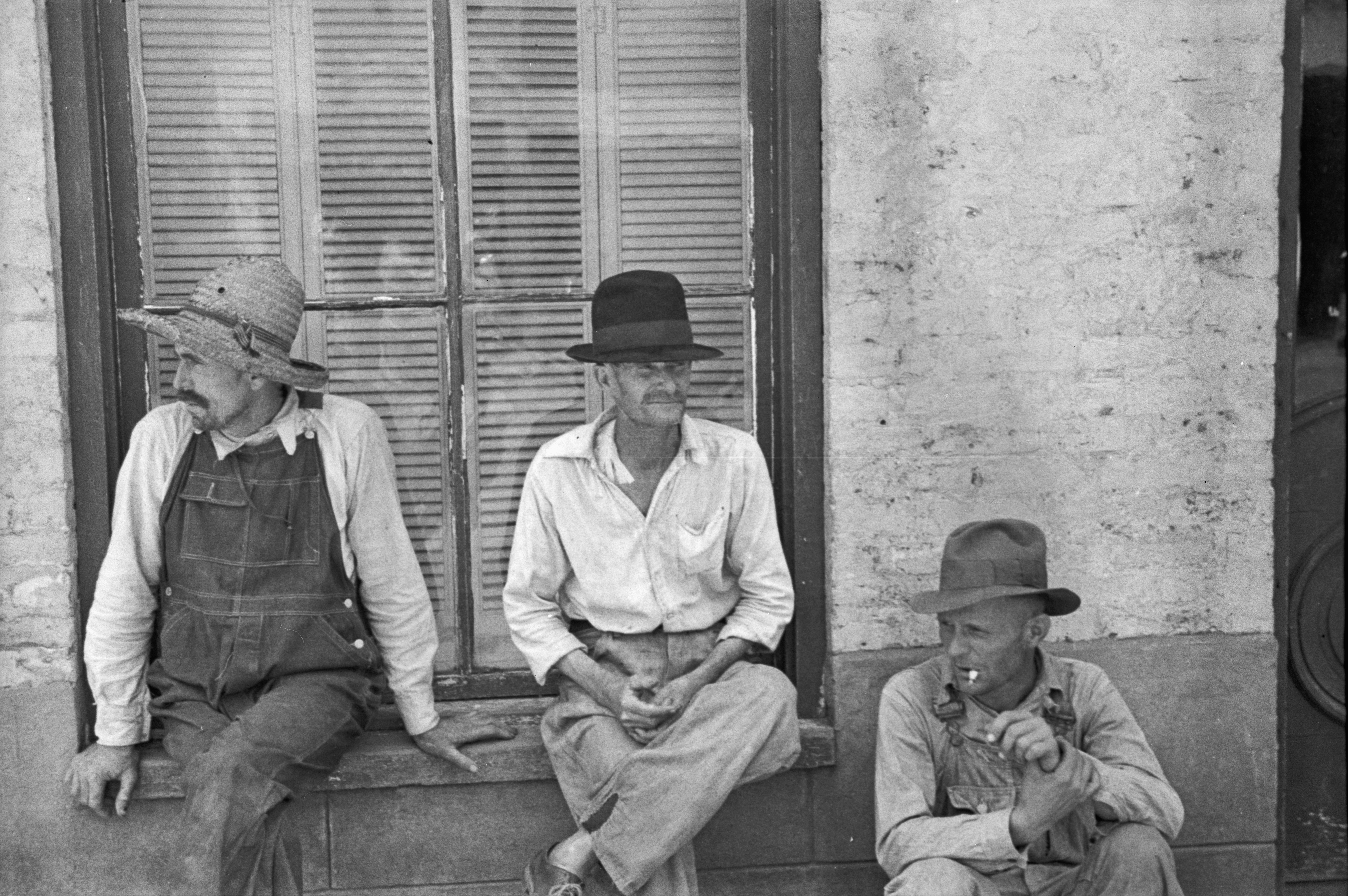
Frank Tengle, Bud Fields, Floyd Burroughs, Hale County, Alabama, 1936

Das letztlich entstandene Buch ist ein von der Kritik gepriesenes Werk, das die traditionellen Formen und Grenzen des damaligen Journalismus hinter sich lässt. Durch Kombination eines Tatsachenberichts mit Passagen literarischer Komplexität und poetischer Schönheit liefert Agee ein komplettes Bild, einen akkuraten, minutiös recherchierten und detaillierten Bericht dessen, was er gesehen hat. Er kombiniert dies mit einem Einblick in seine Gefühle, die er hatte, während er versuchte, seine Erfahrungen und Schwierigkeiten für eine breite Leserschaft festzuhalten. So gestaltete er ein nachhaltiges Porträt einer nahezu unsichtbaren Gruppe innerhalb der amerikanischen Bevölkerung.
Obwohl Agees und Evans Werk nie als der geplante Zeitschriftenartikel erschien, überdauerte ihre Arbeit letztlich doch in der vorliegenden Form als höchst originäres Buch. Agees Text ist teils völkerkundliche, teils anthropologische Studie und gleichzeitig ein romanhafter, poetischer, erzählerischer Text, angesiedelt in den Hütten und Feldern Alabamas. Evans Schwarzweißfotografien, ausdrucksstark und die große Poetik des Textes stützend, sind ohne Kommentar als Portfolio im Buch enthalten.
Im Grunde ist es die Geschichte von drei Familien, nämlich den Gudgers, den Woods und den Ricketts – Pseudonyme für die Burroughs, die Tengles und die Fields –, ist das Buch auch eine Betrachtung über das Beobachten, Berichten, Eindringen und Beeinflussen.

## James Agee
James Agee erscheint gelegentlich als Person in der Erzählung, wenn er sich über seine Rolle als „Spion“ und Eindringling in das Leben dieser bescheidenen Leute den Kopf zerbricht. An anderen Stellen, wenn er einfache Bestandslisten des Inventars einer Farmerhütte oder der ärmlichen Bekleidungsstücke, die sie sonntags tragen, aufstellt, ist er völlig selbstvergessen. Die strenge Gliederung in Bücher und Kapitel, der Titel und die Kapitelüberschriften, deren Bandbreite vom Banalen („Kleidung“) bis zum Kunstfertigen (wie die „New York Times“ sie verwendet) reicht, und die direkten Aufrufe Agees an den Leser, die Menschlichkeit und Größe innerhalb dieser schrecklichen Lebensumstände zu sehen, sowie seine Verzweiflung bei dem Gedanken, seine selbstgestellte Aufgabe erfüllen zu können oder nicht, sind Bestandteil des Werks.

## Bedeutung
Wissenschaftler haben festgestellt, dass der anspruchsvolle Rahmen des Buchs und die Ablehnung traditionellen Schreibens parallel verlaufen zu den kreativen, nicht traditionellen Programmen der US-Regierung unter Roosevelt, welche darauf abzielten, die Würde armer Familien zu bewahren, indem man ihnen half, aus ihrer extremen Armut herauszukommen, dabei aber Bevormundung und Unterdrückung riskierte. Agee argumentiert mit literarischen, politischen und moralischen Traditionen, die den dargestellten Personen eventuell nichts bedeuten, die aber für eine größere Leserschaft und im größeren Zusammenhang bei der Untersuchung des Lebens Anderer von Wichtigkeit sein könnten.
Es gibt nur geringen Zweifel daran, dass die Länge und das Szenario, die ungewöhnliche Sprache und Form, die Agee verwendet, Preisen will ich die großen Männer zu einem herausragenden Buch machen. Das Buch hat jederzeit großes Lob erhalten und wird in den USA als Quelle von journalistischer und literarischer Neuerung und Eingebung betrachtet.

## Pseudonyme
Im gesamten Buch verwenden Agee und Evans Pseudonyme, um die Identität der drei Farmerfamilien zu verschleiern. Diese Übereinkunft wird in dem folgenden Buch And Their Children After Them beibehalten. Jedoch tragen Evans Fotos, die in der Library of Congress in der Abteilung American Memory Project aufbewahrt werden, die eigentlichen Namen der fotografierten Personen.
| Pseudonym                    | eigentlicher Name                |
| Familie Gudger               |                                  |
| George Gudger                | Floyd Burroughs                  |
| Annie Mae (Woods) Gudger     | Allie Mae Burroughs              |
| George Gudger Jr.            | Floyd Burroughs Jr.              |
| Maggie Louise Gudger         | Lucille Burroughs                |
| Burt Westly Gudger           | Charles Burroughs                |
| Valley Few "Squinchy" Gudger | Othel Lee "Squeaky" Burroughs    |
| Familie Ricketts             |                                  |
| Fred Garvrin Ricketts        | Frank Tengle*                    |
| Sadie (Woods) Ricketts       | Flora Bee Tengle                 |
| Margaret Ricketts            | Elizabeth Tengle                 |
| Paralee Ricketts             | Dora Mae Tengle                  |
| John Garvrin Ricketts        | ??? Tengle                       |
| Richard Ricketts             | William Tengle (nicht gesichert) |
| Flora Merry Lee Ricketts     | Laura Minnie Lee Tengle          |
| Katy Ricketts                | Ida Ruth Tengle                  |
| Clair Bell Ricketts          | ??? Tengle                       |
| Familie Woods                |                                  |
| Thomas Gallatin "Bud" Woods  | Bud Fields                       |
| Ivy Woods                    | Lily Rogers Fields               |
| Pearl Woods                  | ??? Fields                       |
| Thomas Woods                 | William Fields                   |
| Ellen Woods                  | ??? Fields                       |
| Andere                       |                                  |
| T. Hudson Margraves          | Watson Tidmore (nicht gesichert) |

* Es herrscht Unklarheit darüber, ob der Familienname Tengle oder Tingle geschrieben wird. Hier wird die Schreibweise der Library of Congress verwendet.
| Pseudonym              | eigentlicher Ort    |
| Hobe's Hill            | Mills Hill          |
| Cookstown              | Moundville          |
| Centerboro, Alabama    | Greensboro, Alabama |
| Cherokee City, Alabama | Tuscaloosa, Alabama |